# Atletismo nos Jogos Olímpicos de Verão de 1904
Nos Jogos Olímpicos de Verão de 1904, 25 eventos do atletismo foram realizados, todos masculinos.
O decatlo e o triatlo foram introduzidos pela primeira vez, além de outras mudanças nos eventos de obstáculos e por equipes. Dois eventos a mais foram disputados em comparação aos Jogos de 1900 em Paris, que contou com 23 provas.

## Medalhistas

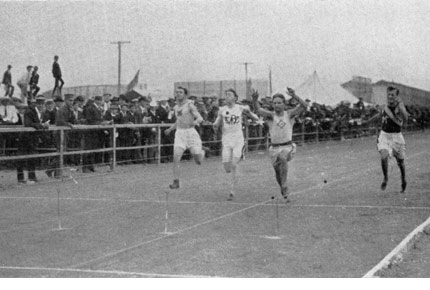
Chegada dos 60 metros.

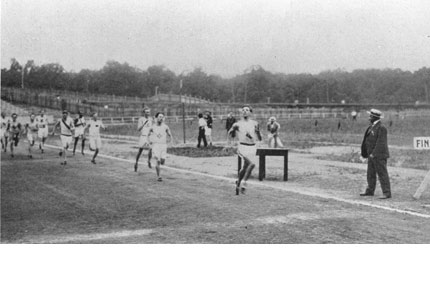
Chegada dos 400 metros.

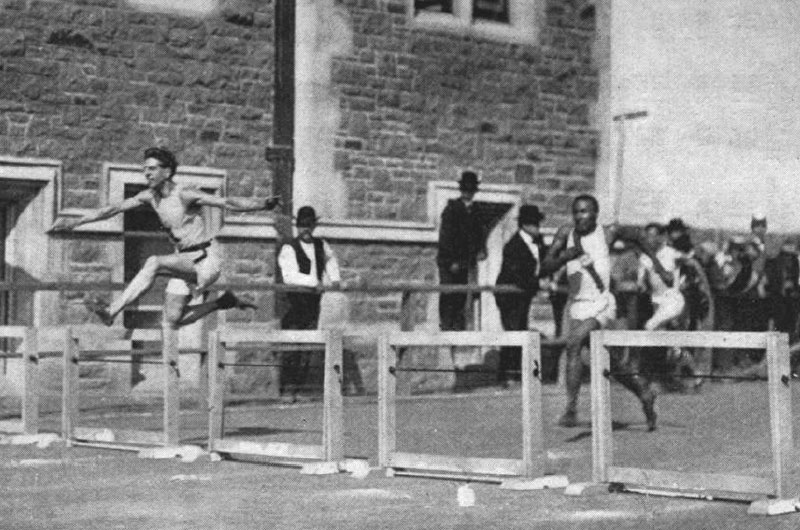
Disputa dos 200 m com barreiras, prova vencida por Harry Hillman.

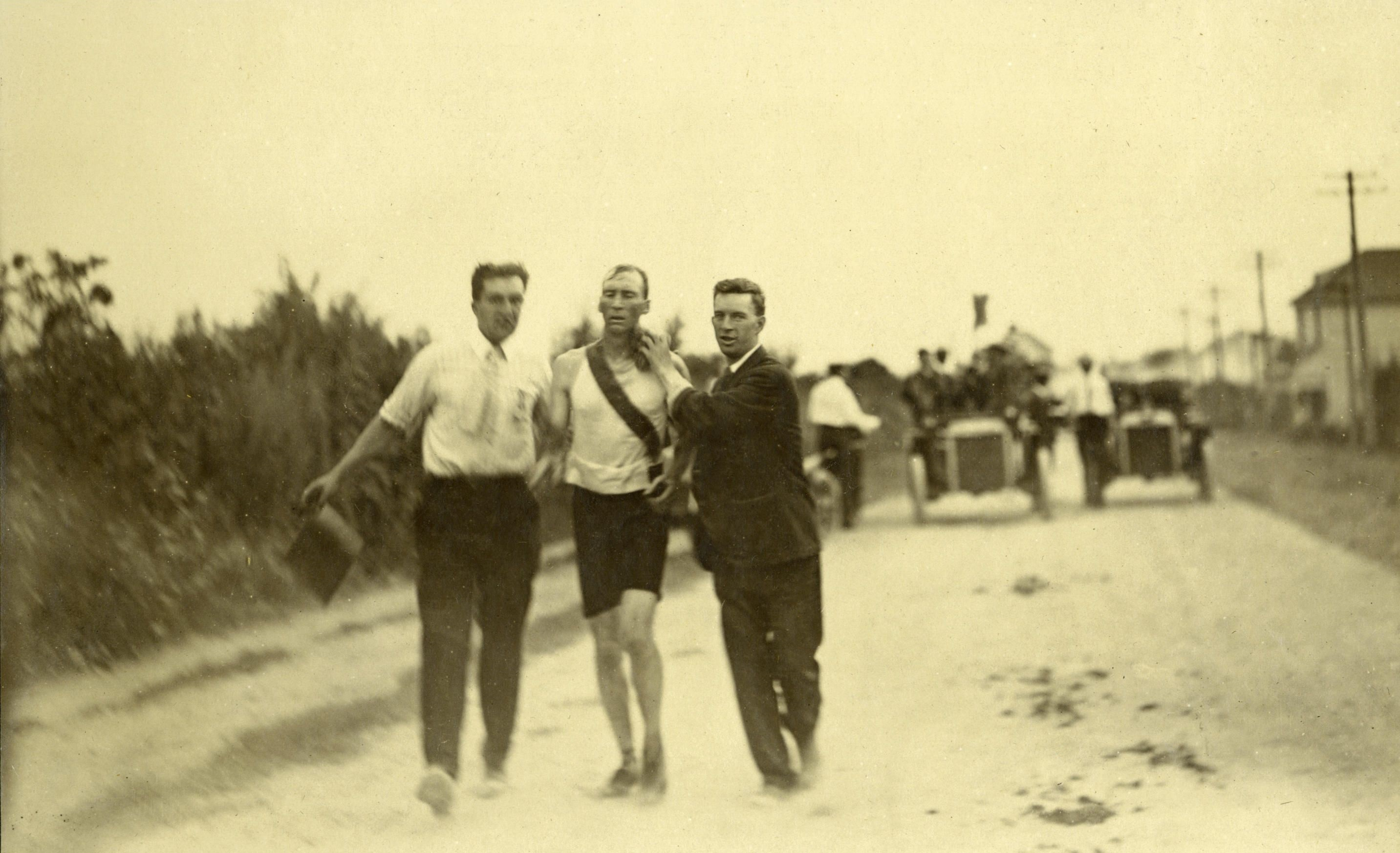
Thomas Hicks (centro), campeão da maratona, cruza exausto a linha de chegada e é carregado.

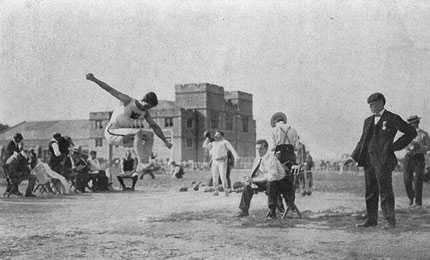
Meyer Prinstein compete no salto em distância.

Masculino
| Evento                                            | Ouro | Prata                                                                                            | Bronze                                |
| ------------------------------------------------- | --- | ------------------------------------------------------------------------------------------------ | ------------------------------------- |
| 60 metros detalhes                                | Archie Hahn USA Estados Unidos                                                                           | William Hogenson USA Estados Unidos                                                              | Fay Moulton USA Estados Unidos        |
| 100 metros detalhes                               | Archie Hahn USA Estados Unidos                                                                           | Nathaniel Cartmell USA Estados Unidos                                                            | William Hogenson USA Estados Unidos   |
| 200 metros detalhes                               | Archie Hahn USA Estados Unidos                                                                           | Nathaniel Cartmell USA Estados Unidos                                                            | William Hogenson USA Estados Unidos   |
| 400 metros detalhes                               | Harry Hillman USA Estados Unidos                                                                         | Frank Waller USA Estados Unidos                                                                  | Herman Groman USA Estados Unidos      |
| 800 metros detalhes                               | James Lightbody USA Estados Unidos                                                                       | Howard Valentine USA Estados Unidos                                                              | Emil Breitkreutz USA Estados Unidos   |
| 1500 metros detalhes                              | James Lightbody USA Estados Unidos                                                                       | William Verner GBR Grã-Bretanha                                                                  | Lacey Hearn GBR Grã-Bretanha          |
| 110 m com barreiras detalhes                      | Frederick Schule USA Estados Unidos                                                                      | Thaddeus Shideler USA Estados Unidos                                                             | Lesley Ashburner USA Estados Unidos   |
| 200 m com barreiras detalhes                      | Harry Hillman USA Estados Unidos                                                                         | Frank Castleman USA Estados Unidos                                                               | George Poage USA Estados Unidos       |
| 400 m com barreiras detalhes                      | Harry Hillman USA Estados Unidos                                                                         | Frank Waller USA Estados Unidos                                                                  | George Poage USA Estados Unidos       |
| 2590 m com obstáculos detalhes                    | James Lightbody USA Estados Unidos                                                                       | John Daly GBR Grã-Bretanha                                                                       | Arthur Newton USA Estados Unidos      |
| 4 milhas por equipe detalhes                      | New York AC Arthur Newton George Underwood Paul Pilgrim Howard Valentine David Munson USA Estados Unidos | Chicago AA James Lightbody William Verner Lacey Hearn Albert Coray Sidney Hatch ZZX Equipa mista | nenhum                                |
| Maratona detalhes                                 | Thomas Hicks USA Estados Unidos                                                                          | Albert Coray USA Estados Unidos                                                                  | Arthur Newton USA Estados Unidos      |
| Salto em altura detalhes                          | Samuel Jones USA Estados Unidos                                                                          | Garrett Serviss USA Estados Unidos                                                               | Paul Weinstein GER Alemanha           |
| Salto com vara detalhes                           | Charles Dvorak USA Estados Unidos                                                                        | LeRoy Samse USA Estados Unidos                                                                   | Louis Wilkins USA Estados Unidos      |
| Salto em distância detalhes                       | Meyer Prinstein USA Estados Unidos                                                                       | Daniel Frank USA Estados Unidos                                                                  | Robert Stangland USA Estados Unidos   |
| Salto triplo detalhes                             | Meyer Prinstein USA Estados Unidos                                                                       | Frederick Englehardt USA Estados Unidos                                                          | Robert Stangland USA Estados Unidos   |
| Salto em altura sem impulsão detalhes             | Ray Ewry USA Estados Unidos                                                                              | Joseph Stadler USA Estados Unidos                                                                | Lawson Robertson USA Estados Unidos   |
| Salto em distância sem impulsão detalhes          | Ray Ewry USA Estados Unidos                                                                              | Charles King USA Estados Unidos                                                                  | John Biller USA Estados Unidos        |
| Salto triplo sem impulsão detalhes                | Ray Ewry USA Estados Unidos                                                                              | Charles King USA Estados Unidos                                                                  | Joseph Stadler USA Estados Unidos     |
| Arremesso de peso detalhes                        | Ralph Rose USA Estados Unidos                                                                            | Wesley Coe USA Estados Unidos                                                                    | Lawrence Feuerbach USA Estados Unidos |
| Lançamento de disco detalhes                      | Martin Sheridan USA Estados Unidos                                                                       | Ralph Rose USA Estados Unidos                                                                    | Nikolaos Georgantas GRE Grécia        |
| Lançamento de martelo detalhes                    | John Jesus Flanagan USA Estados Unidos                                                                   | John DeWitt USA Estados Unidos                                                                   | Ralph Rose USA Estados Unidos         |
| Arremesso de peso de 56 libras (25,4 kg) detalhes | Étienne Desmarteau CAN Canadá                                                                            | John Jesus Flanagan USA Estados Unidos                                                           | James Mitchell USA Estados Unidos     |
| Triatlo detalhes                                  | Max Emmerich USA Estados Unidos                                                                          | John Grieb USA Estados Unidos                                                                    | William Merz USA Estados Unidos       |
| Decatlo detalhes                                  | Thomas Kiely GBR Grã-Bretanha                                                                            | Adam Gunn USA Estados Unidos                                                                     | Thomas Hare USA Estados Unidos        |

## Quadro de medalhas

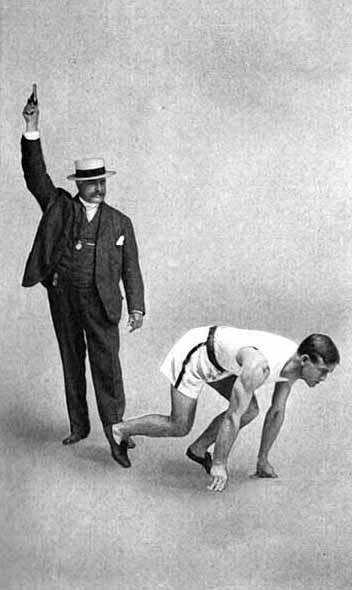
Archie Hahn conquistou o ouro nos 60, 100 e 200 metros.

| Ordem | País               | Medalha de ouro | Medalha de prata | Medalha de bronze |    |
| ----- | ------------------ | --------------- | ---------------- | ----------------- | -- |
| 1     | USA Estados Unidos | 23              | 23               | 22                | 68 |
| 2     | GBR Grã-Bretanha   | 1               | 1                |                   | 2  |
| 3     | CAN Canadá         | 1               |                  |                   | 1  |
| 4     | ZZX Equipa mista   |                 | 1                |                   | 1  |
| 5     | GER Alemanha       |                 |                  | 1                 | 1  |
| 5     | GRE Grécia         |                 |                  | 1                 | 1  |
| TOTAL | TOTAL              | 25              | 25               | 24                | 74 |